# Salman Al-Faraj
Salman Al-Faraj (ur. 1 sierpnia 1989 w Medynie) – saudyjski piłkarz, grający na pozycji pomocnika w klubie Al-Hilal oraz reprezentacji kraju.

## Kariera klubowa
W latach 2008, 2010 i 2011 wywalczył z klubem mistrzostwo kraju.
W 2014 dotarł do finału Ligi Mistrzów.